# رامون ساندوفال
رامون ساندوفال (بالإسبانية: Ramón Sandoval) هو منافس ألعاب قوى تشيلي، ولد في 23 سبتمبر 1931.

## وصلات خارجية
- رامون ساندوفال على موقع الاتحاد الدولي لألعاب القوى (الإنجليزية)
- رامون ساندوفال على موقع اللجنة الأولمبية الدولية (الإنجليزية)
- رامون ساندوفال على موقع أوليمبيديا (الإنجليزية)